# Крістур
Крістур (рум. Cristur) — село у повіті Хунедоара в Румунії. Адміністративно підпорядковане місту Дева.
Село розташоване на відстані 291 км на північний захід від Бухареста, 6 км на південь від Деви, 117 км на південний захід від Клуж-Напоки, 132 км на схід від Тімішоари.

## Населення
За даними перепису населення 2002 року у селі проживали 1388 осіб.
Національний склад населення села:
| Національність | Кількість осіб | Відсоток |
| -------------- | -------------- | -------- |
| угорці         | 791            | 57,0%    |
| румуни         | 589            | 42,4%    |
| цигани         | 5              | 0,4%     |

Рідною мовою назвали:
| Мова      | Кількість осіб | Відсоток |
| --------- | -------------- | -------- |
| угорська  | 746            | 53,7%    |
| румунська | 631            | 45,5%    |
| циганська | 8              | 0,6%     |